# 仙龍寺
仙龍寺（せんりゅうじ）は愛媛県四国中央市新宮町に所在する真言宗大覚寺派の寺院。金光山（きんこうざん）、遍照院（へんじょういん）と号す。本尊は弘法大師。かつては、四国八十八箇所六十五番札所三角寺と一体であり、その大師堂であったが、分離独立し今はその奥の院となっている。「四国総奥之院」（伊予国総奥之院）と云われ、四国別格二十霊場十三番札所、四国三十六不動尊霊場二十六番札所でもある。
- 本尊真言：南無大師遍照金剛
- 御詠歌：極楽は 他にはあらぬ この寺に 御法の声を きくぞうれしき

## 概要
旧新宮村の国道319号沿いにあり、銅山川を見下ろす山中に所在する。境内は崖の途中にあり、本堂は舞台造りとなっている。本堂前広場の下には滝が流れている。
伝説によれば奈良時代に法道仙人がこの地に居を構えたことに始まるとされる。平安時代初期の弘仁6年（815年）空海（弘法大師）が42歳の時にこの山を訪れた。空海はここに住んでいた法道仙人よりこの地を譲り受け、厄除と虫除五穀豊穣の護摩修行を21日間行ったとされる。修行満願成就の後に空海は自身の姿を刻んだと言われ、この本尊は「厄除大師」または「虫除大師」と呼ばれるようになった。
寛永15年（1638年）に尊性法親王が四国巡錫の際に当寺に立ち寄り、その由緒を偲んで現寺名を賜ったとされている。
- 令和3年建物の土台部分が崩れたが大規模な工事により復旧した。
- 令和4年本堂内の開闢したことのない厨子が動物により偶然開き、存在を知られていなかった孔雀明王像が発見された。

## 境内

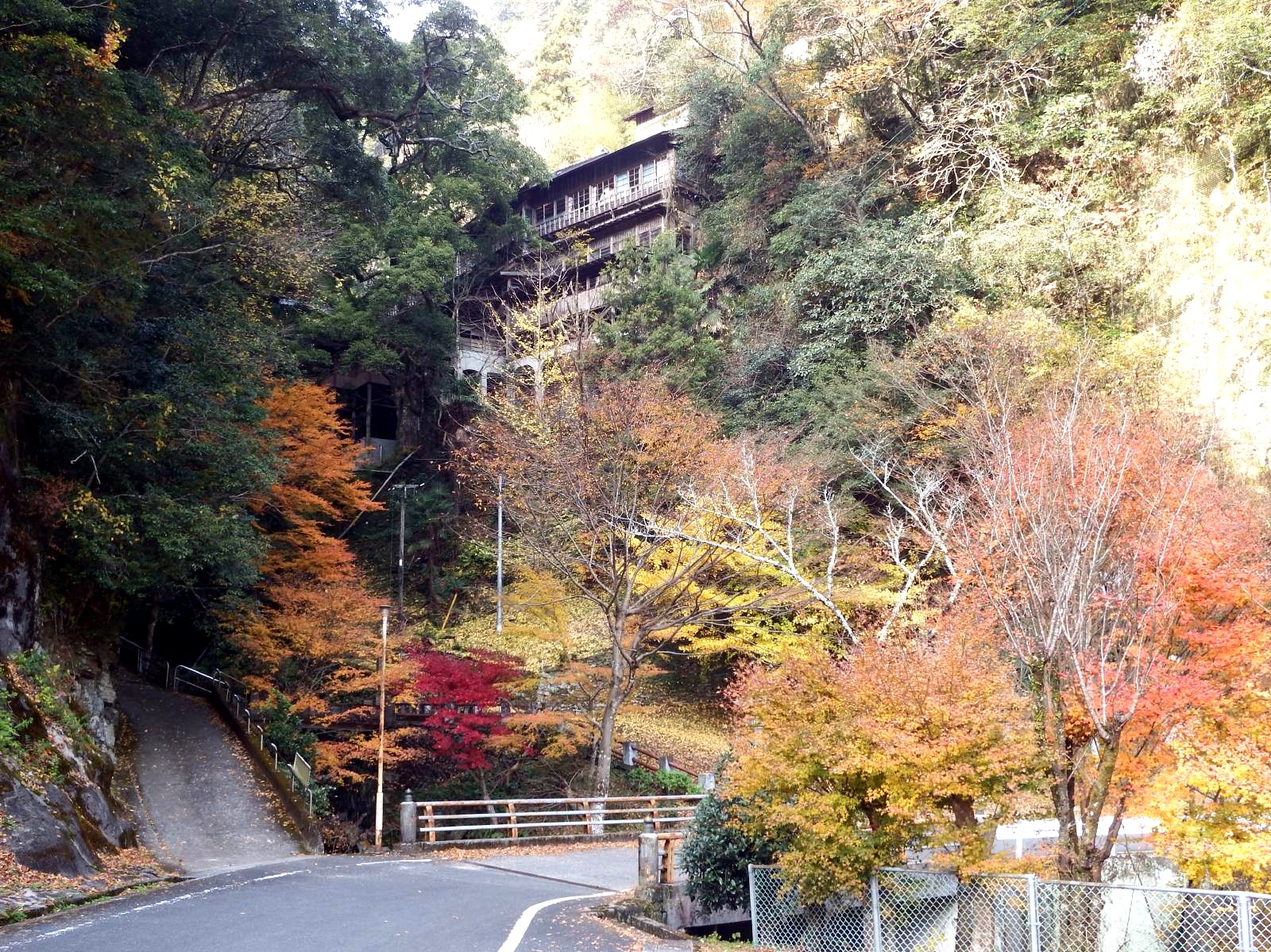
入口付近

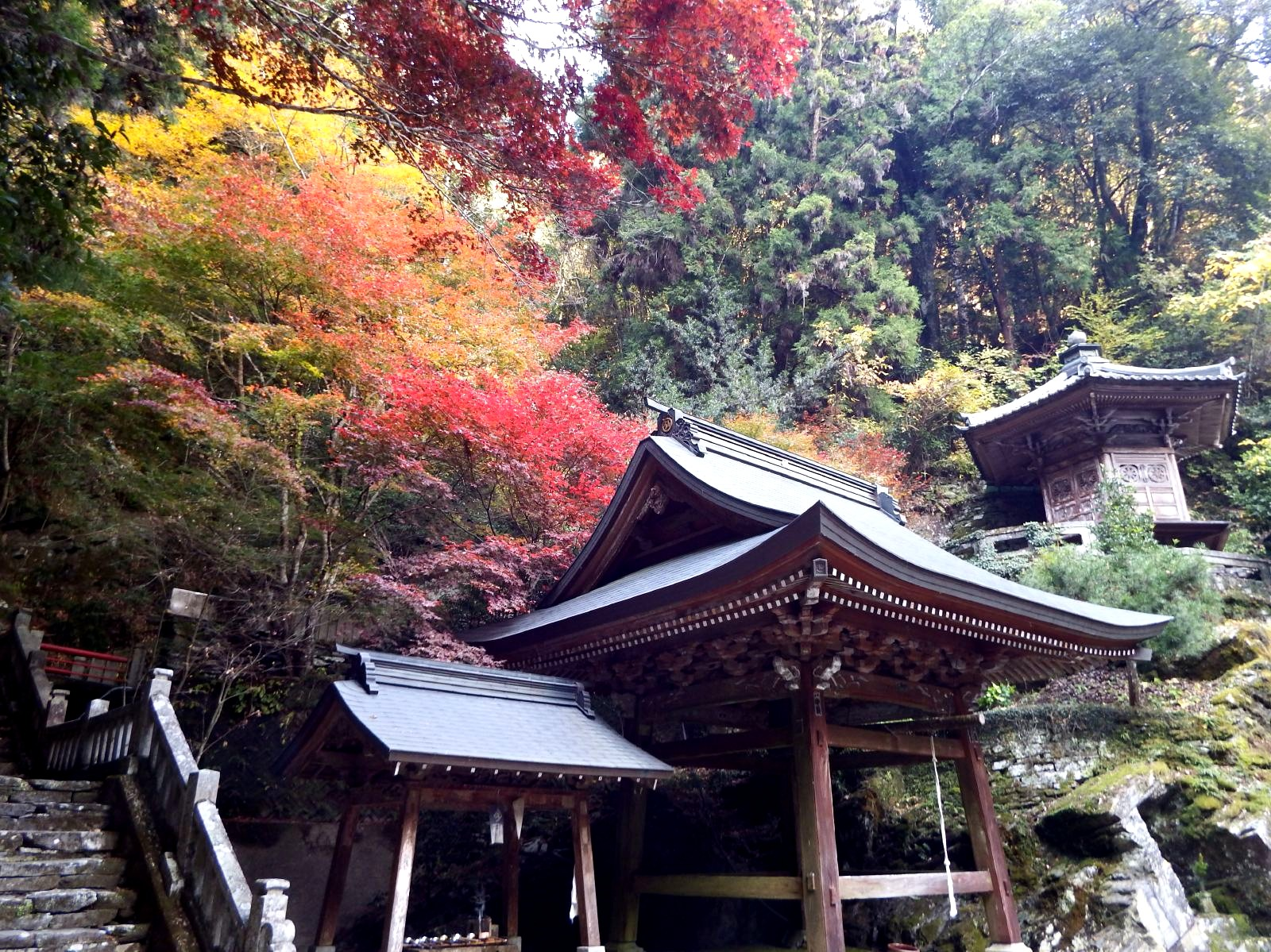
境内

- 本堂：昭和9年10月竣工、服部覺禅住職の時。本堂の中に入って参拝する。正面に本尊大師像を祀り、右側の洞窟部分に不動明王が祀られている。大師像の開帳は節分の正午からと、9月最初の土曜日の夕方6時からのそれぞれの法要時に。
- 仙人堂：法道仙人を祀る
- 弥勒堂
- 鐘楼
- 不動堂：国の史跡・伊予遍路道三角寺奥之院道を約800 m戻ったところにある。毎年5月28日には当寺の住職により法要が行われる。

麓の国道319号脇に十分な駐車スペースがあり、そこから石段を徒歩で渓流沿いに約10分登ると本堂前に至る。弥勒堂、仙人堂は本堂の対面の石段を上がる。完全電話予約制（0896-72-2033）で昼御膳（11時から15時2000円）の提供をしている。

## 文化財
- 奥之院の大杉（四国中央市指定天然記念物)通夜堂下の蟹渕のそばに自生している。目通り5.4ｍ、樹高約40ｍ、樹齢300年以上。1982年11月03日指定[2]
- 清滝（四国中央市指定名勝)滝高30 m、幅5 m。1972年11月03日[3]

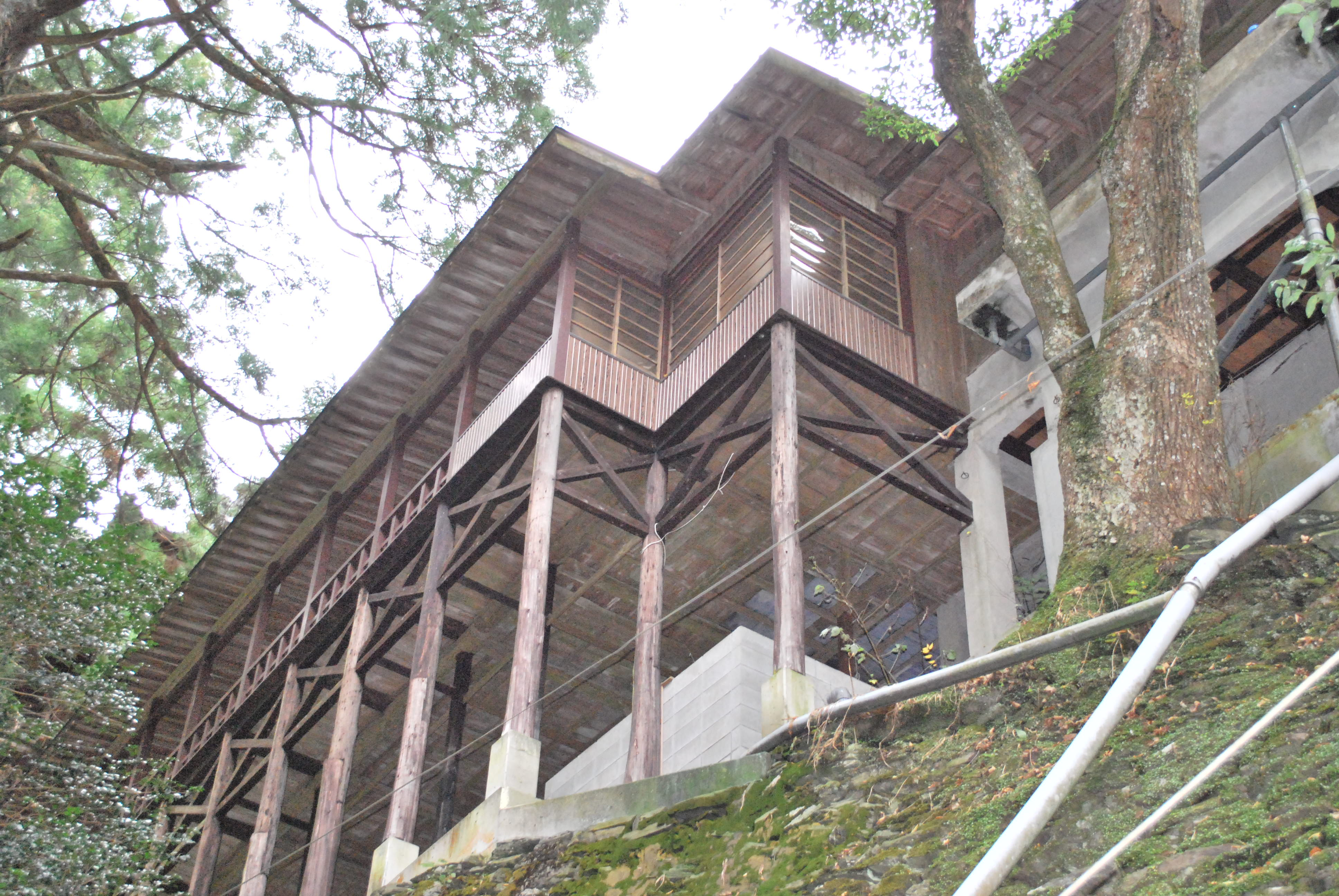
舞台造りの本堂
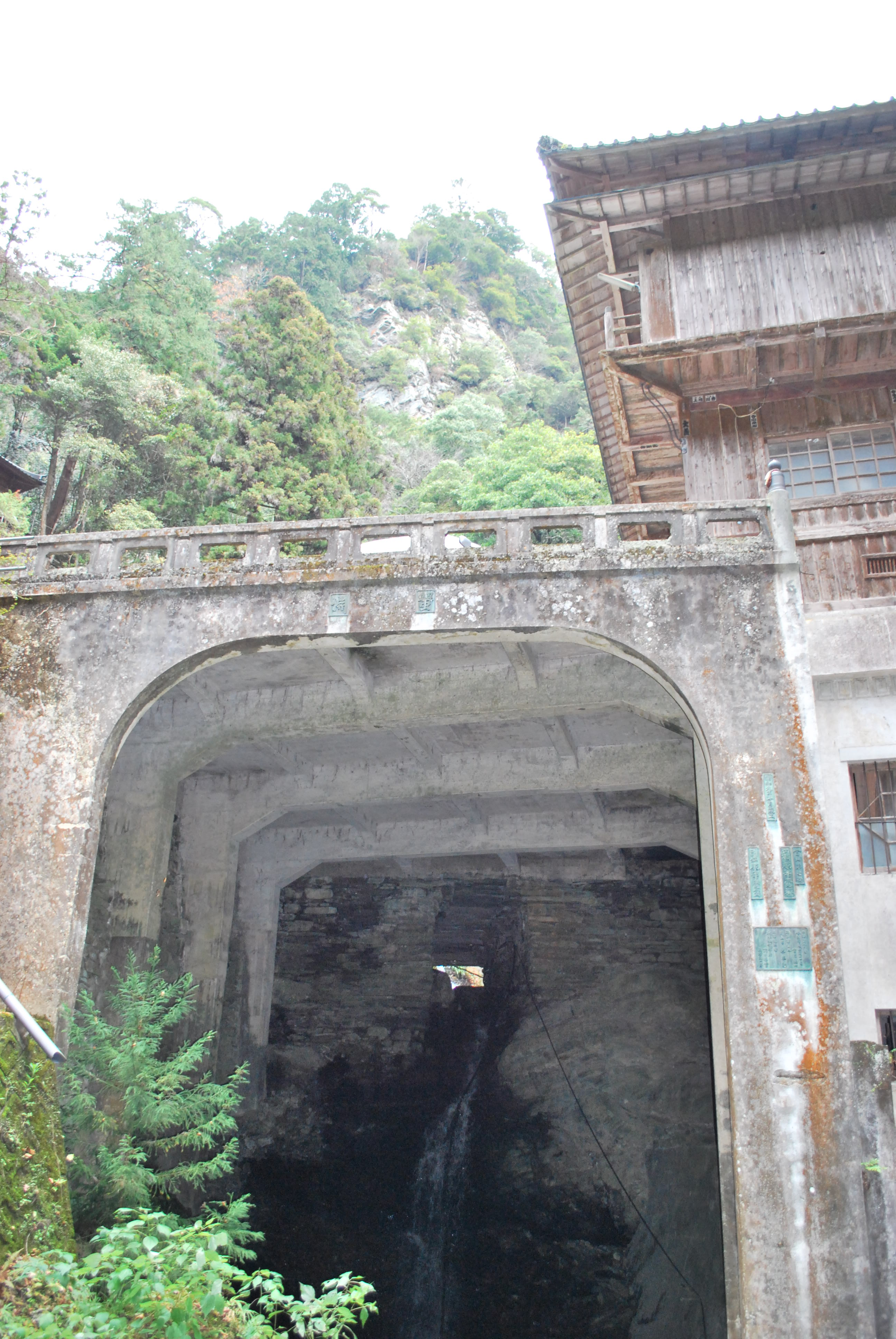
境内下の滝
仙人堂（下）と弥勒堂
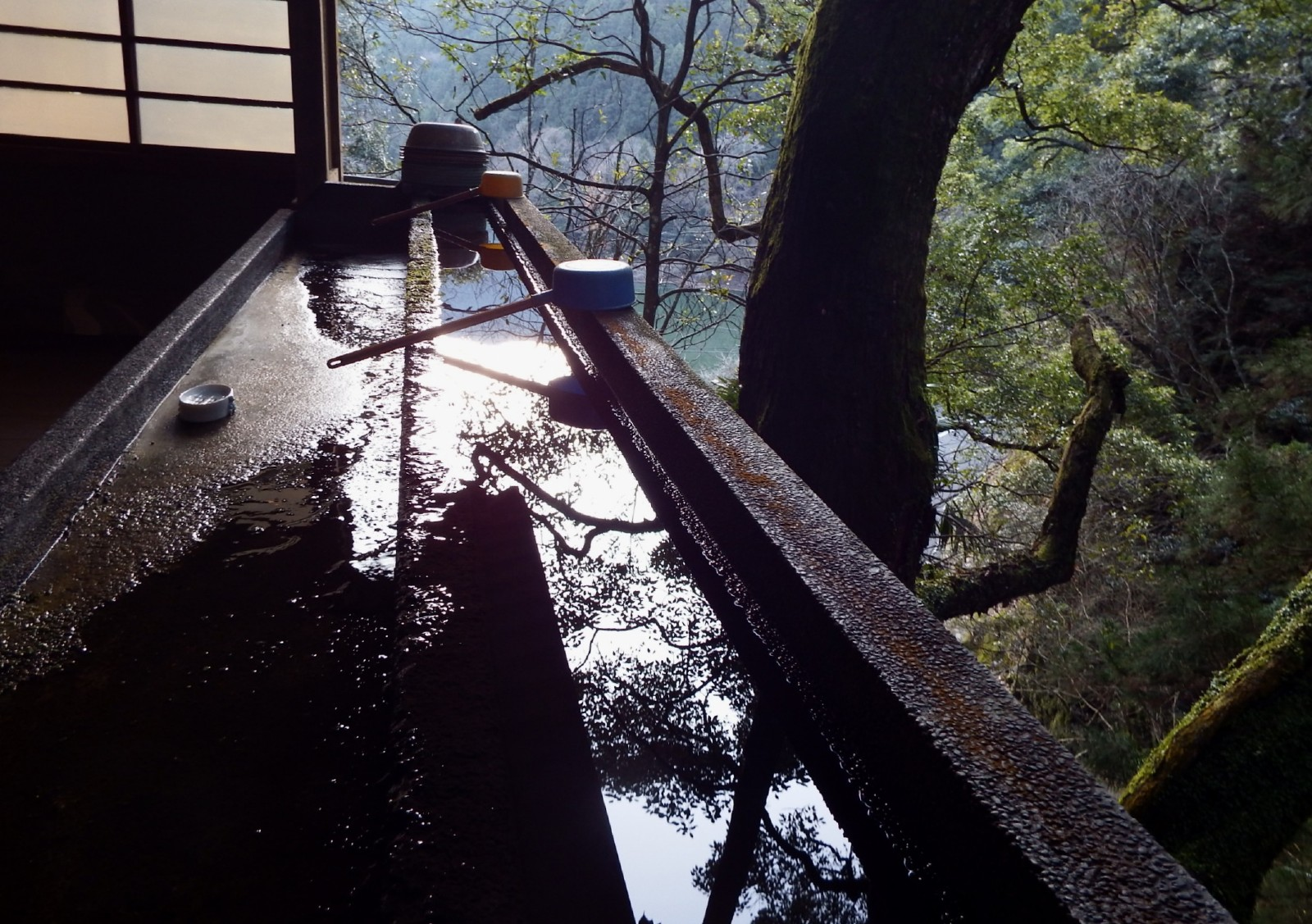
洗面所の手洗い場
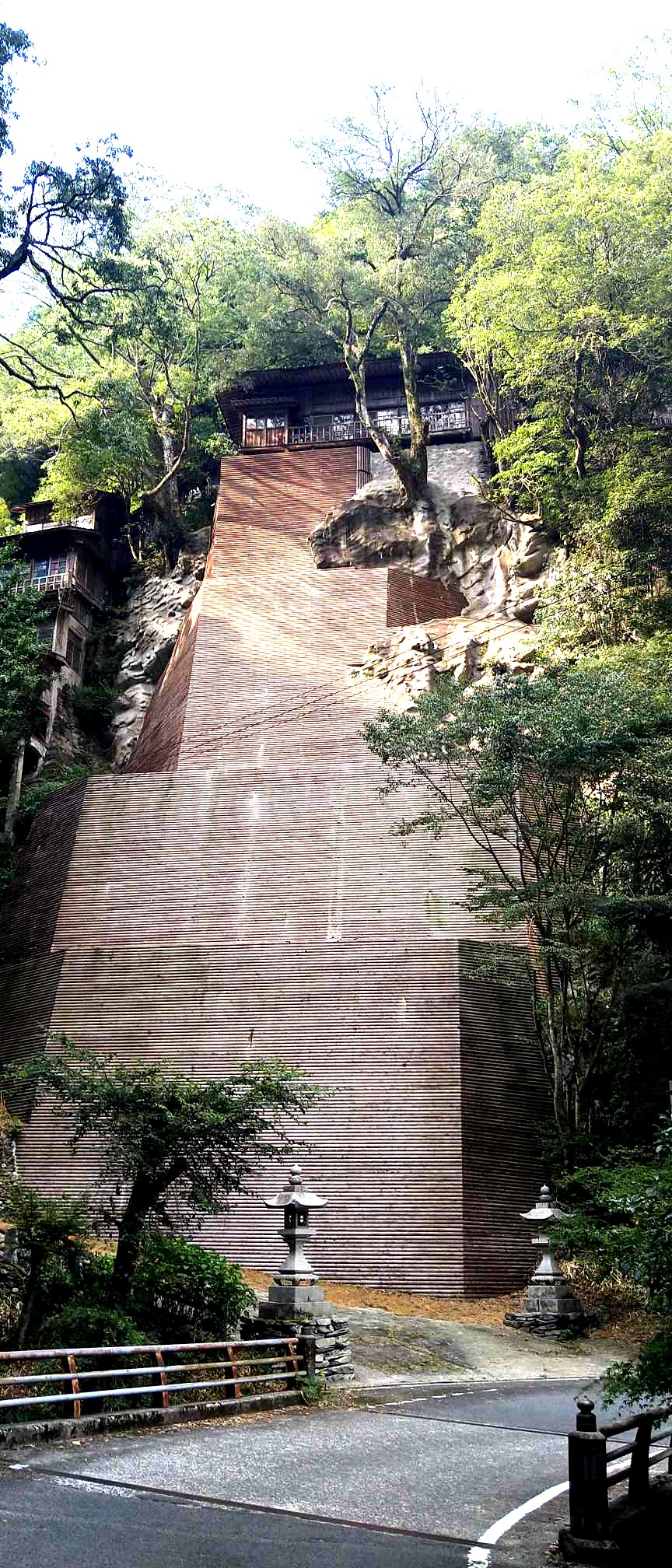
復旧された入口付近
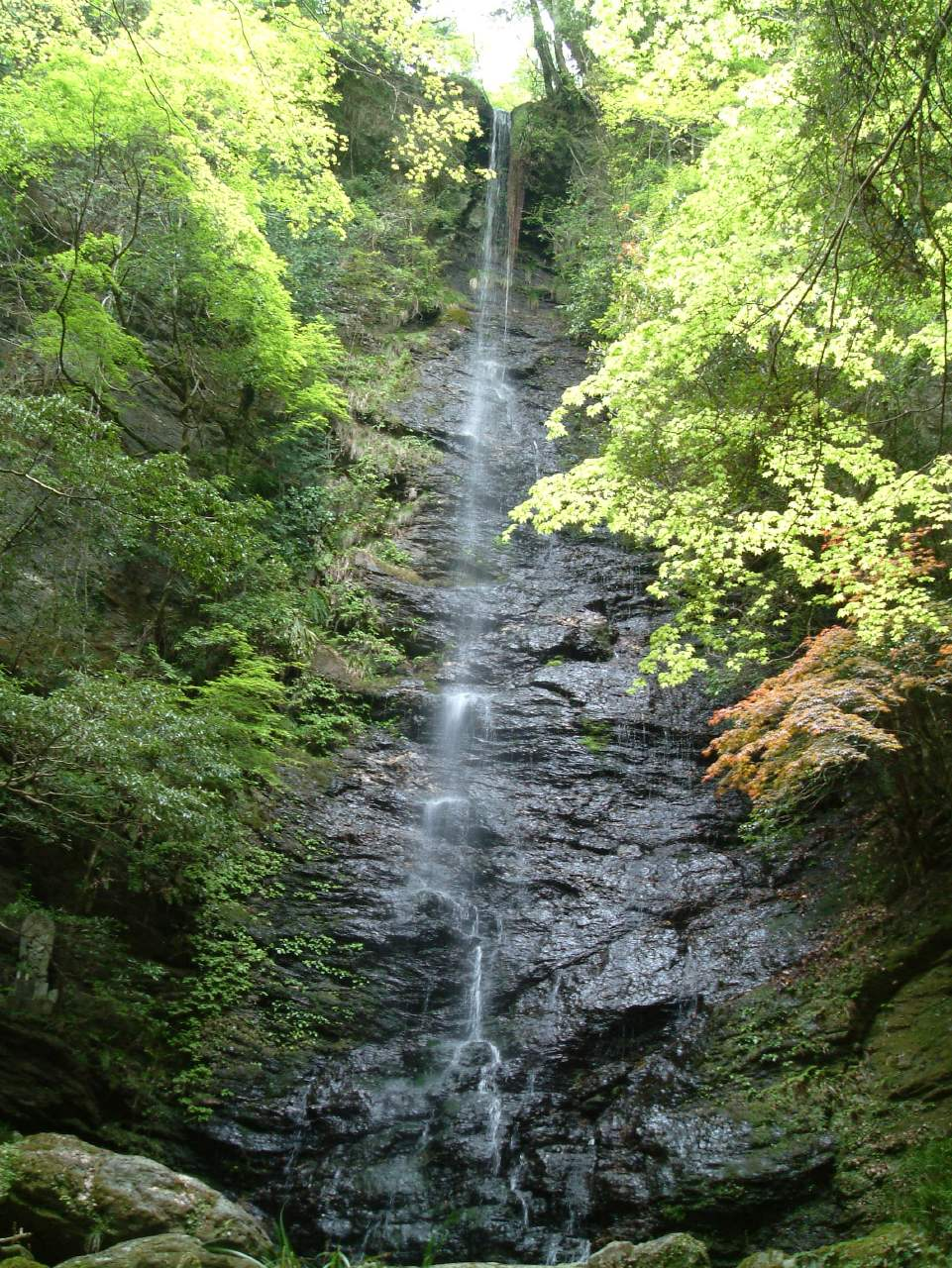
清滝
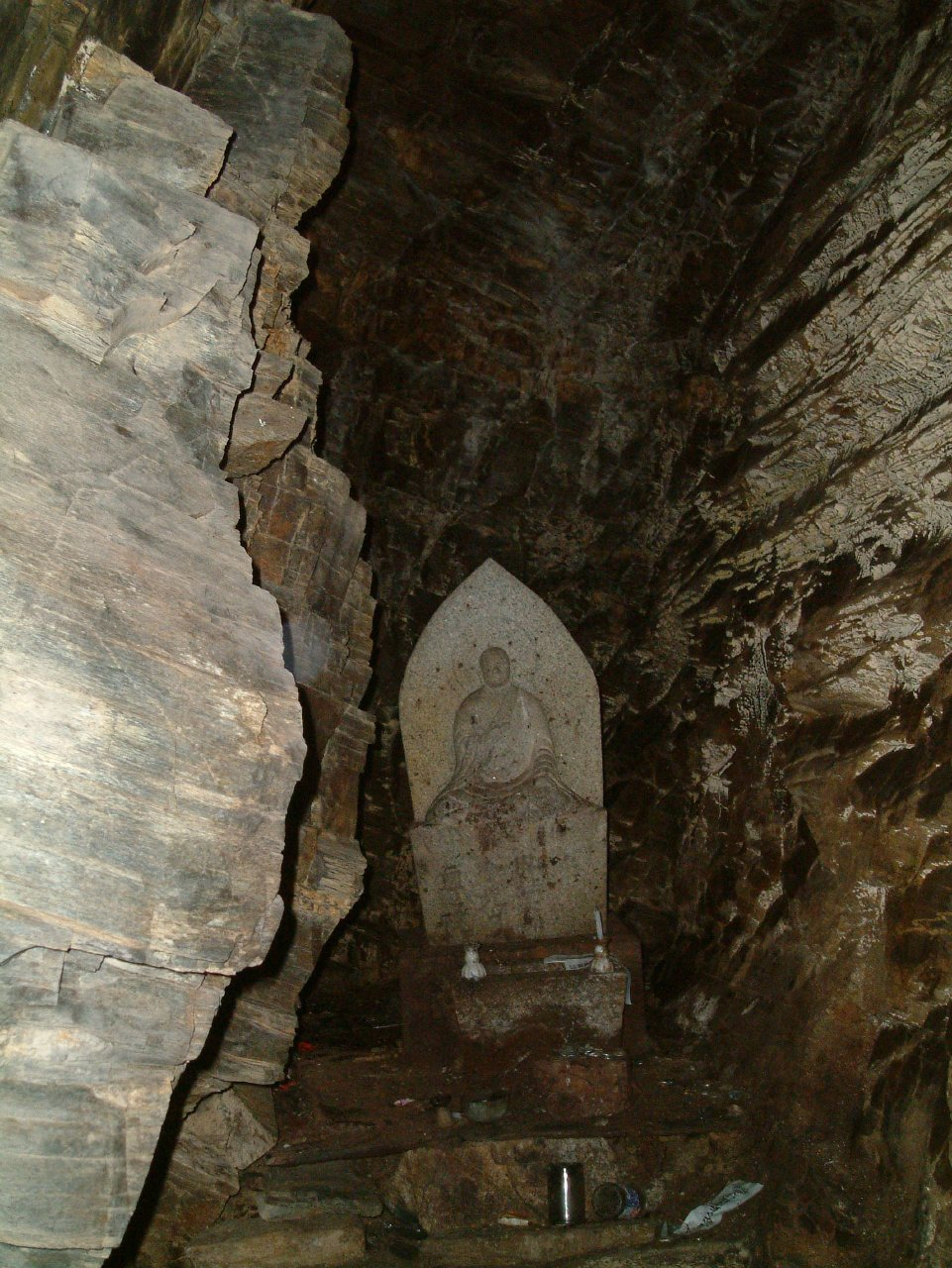
大師修行之護摩岩窟
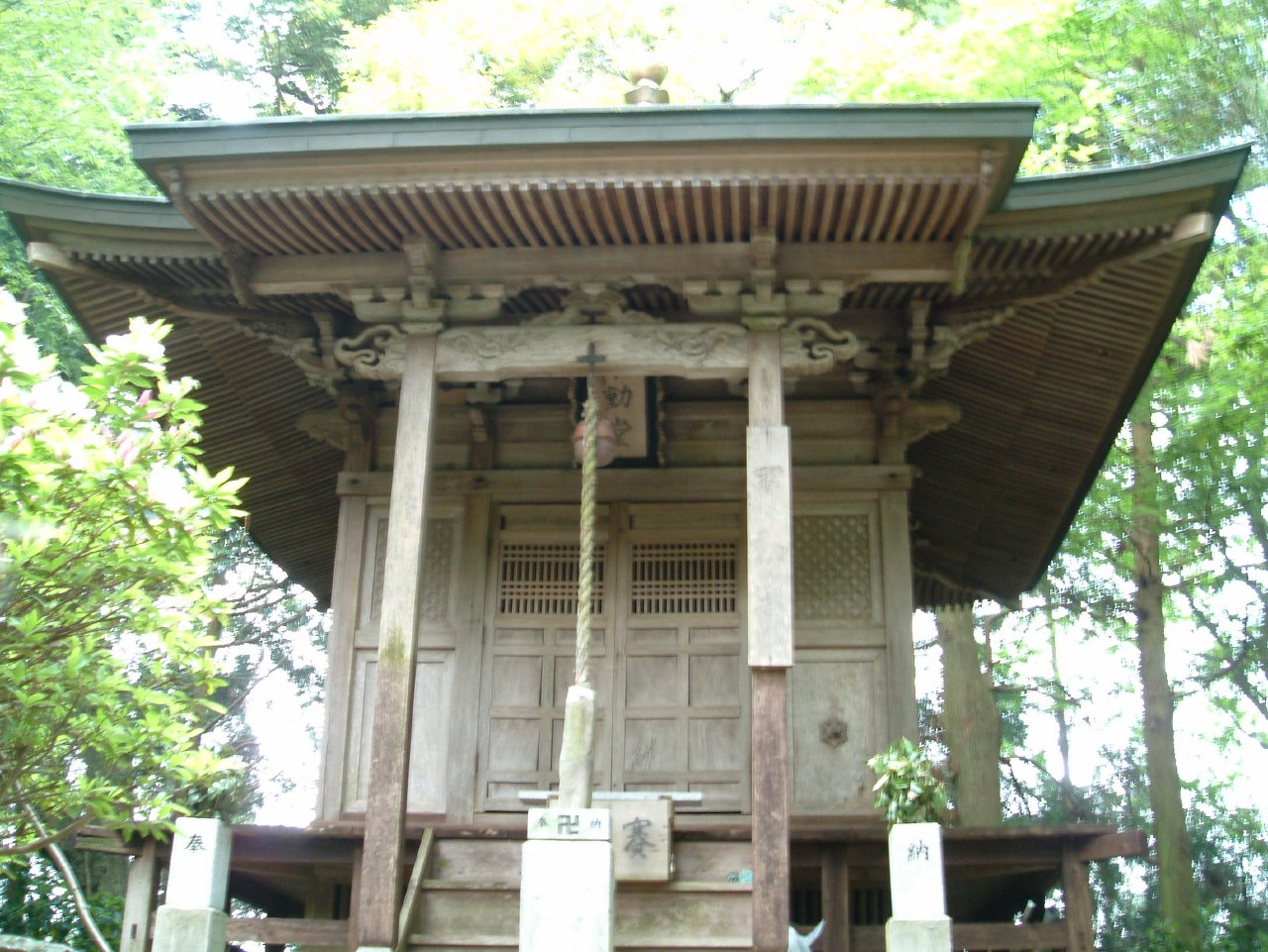
不動堂

## 前後の札所
四国別格二十霊場
12 延命寺 -- (29.6 km) -- 13 仙龍寺 -- (13.8 km) -- 14 椿堂常福寺
四国三十六不動尊霊場
25 睍壽院 -- (29.6 km) -- 26 仙龍寺 -- (13.8 km) -- 27 椿堂常福寺